# Charles Trussart
Charles Trussart est un architecte belge de la période Art nouveau actif à Jambes (Namur) en Belgique au début du XIXe siècle.

## Immeubles de style éclectique teinté d'Art nouveau
- 1914-1915 : maisons jumelles, rue Renée Prinz 17-19 à Jambes
  - façade en briques jaunes avec des bandeaux de briques blanches
  - au-dessus de chaque porte : superbe sgraffite rouge, blanc et or de style « Art nouveau floral »[1]
  - sous la corniche de chaque immeuble : 
    - un relief en terre cuite affichant le millésime du bâtiment
    - un relief en terre cuite affichant le signe astrologique du bélier[2] inscrit dans la lettre « A »
    - un relief en terre cuite affichant le signe astrologique de la balance[2] inscrit dans la lettre « W »

  - balcons et grille de clôture en fer forgé ornés de motifs « Art nouveau géométrique »
  - signature de l'architecte gravée dans le soubassement en pierre

|  |  |